# جدایی (دین)
جدایی (انشقاق،‌ جدایش) یا اسکیزم (به انگلیسی: schism) (گاهی با تلفظ سیزم، سکیزم، شیزم یا شیسم) نوعی از جدا شدن انسان‌ها از هم است، که معمولاً به وابستگی به یک سازمان، تشکیلات، جنبش، یا مذهب دینی اشاره دارد.
این کلمه اغلب برای اشاره به جدایی از یک دین که قبلاً یکپارچه بوده است به کار می‌رود؛ مانند جدایی شرق و غرب یا دو دستگی غرب یا جدایی ۱۵۵۲. از لغت شیزم همچنین در مورد به وجود آمدن انشعاب در یک سازمان غیر دینی یا جنبش یا به طور گسترده‌تر، در مورد جدایی بین دو نفر یا بیشتر هم به کار می‌رود؛ از جمله در مورد برادران، دوستان یا عشاق.

## تمایز بار معنایی لفظ جدایش، انشقاق‌افکنی، شکاف‌زایی
از آنجا که مفهوم نهان در پسِ کلمه اسکیزم در جامعه فارسی‌زبان هنوز کمی نا آشنا به نظر می‌رسد، تفکیک و تدقیق معنای آن لازم است.

### بار معنایی در کاربرد اسکیزم
در معنای کلی، لفظ اسکیزم (انشقاق در معنای اسکیزم) برای هر نوع تمایز، تفاوت و اختلاف بکار نمی‌رود،
بلکه بار معنایی خودش را داشته، که در معنای مدرن آن همچنان وجود دارند.
در دوران مدرن، حوزه اصلی‌ای که این مفهوم در آن استقرار یافته، انسان‌شناسی است.
نگاهی از دید انسان‌شناسی و تاریخی در آن وجود دارد:
اسکیزم، از سویی بیان کننده‌ی بار منفی، و از سویی بیان کننده‌ی تغییر است:
به معنای نوعی «اختلاف نظر» و «شکاف» است که در عین حال تاریخی است.
تاریخی بودن آن، یعنی در زمانی بوجود آمده و قبل از آن نبوده.
یعنی در یک سیر تاریخی «ایجاد شده».
پس یک سابقه را به ذهن متبادر می‌کند:
تاکیدی دارد بر این که دو شق جدا شده، قبلا یکی بوده‌اند.
بار منفی مورد نظر، مانعه‌الجمع بودن دو شق جدا شده است. جنس این تفاوت و تمایز، از جنس اختلاف است: مربوط به طرز فکر و طرز تلقی‌های ناسازگار است، یعنی
نوعی «شکافی در اندیشه».

### ابهام لفظی در کاربرد کلمه‌ی اسکیزم در برابر شکاف
با وجود اینکه معنای «شکافی در اندیشه» دارد، اما لفظ فارسی «شکاف» معمولا برای اسکیزم بکار نمی‌رود، و بجای آن، کلماتی از قبیل تفرقه، انشقاق، و غیره استفاده می‌شود. 
مثلا در کاربرد «شکاف»، با وجود  این تشابه لفظی و نزدیکی مفهومی اش، با این‌حال اصطلاح «شکاف طبقاتی»،‌ مفهوم و پدیده‌ای از جنس تفرقه (اسکیزم و انشقاق) نیست.
این دو مفهوم، شکاف و انشقاق، اگر چه یکی نیستند، اما می‌توانند مرتبط باشند.
مثلا از هم بوجود بیایند:
مثلا «شکاف طبقاتی» می‌تواند از طرز تلقی‌های ناسازگار بوجود بیاورد یا شکاف طبقاتی از چنین «شکافی در اندیشه» (تفرقه اسکیزم) بوجود بیاید.

### اسکیزماتیک
کلمهء اسکیزم، در انگلیسی، گاهی در معنای کلمه دیگری: اسکیزماتیک (شیزماتیک یا اسکیسماتیک) بکار می‌رود.
کاربرد اسکیزماتیک، به نوبه خود ممکن است معناهای مختلفی بدهد:
از قبیل (عمل و مبادرت به) تفرقه‌افکنی دینی، انشقاق‌افکنی دینی، خلق و خوی انشقاقی، و «شکاف‌زایی»، که در ذِیل می‌آید.

### اسکیزموژن (شکاف‌زایی)
مفهوم شکاف‌زایی (اسکیزموژن، schismogenesis، شیزموژن، شیزموژنز)، اصطلاحی در انسان شناسی (مردم‌شناسی) است، که به معنای «تقسیم به جناح های مخالف»، «ایجاد شکاف»، «ایجاد جناح» و زایش یک اسکیزم (انشقاق) در نظرات گروه‌های انسانی است.
این اصطلاح توسط مردم شناس گرگوری بیتسون معرفی شد. بعدا در حوزه‌های مختلف دیگری (در مدیریت منابع طبیعی، در موسیقی، در جنگ و سیاست مدرن، و در دین) بکار‌رفت و مورد استفاده قرار گرفت.
مفهوم شکاف‌زایی خصوصا کاربرد در مطالعه تاریخی دین‌ها دارد، که به معنای ظهور یا زایش یا ایجاد انشعابات متعددی است که در اندیشه و عمل دینی رخ داده‌است.

## موسیقی
در موسیقی، اسکیزما (اسخیزما)، اصطلاحی فنی است که به اختلاف نظر و تفاوت ظریف بین دو فاصله‌ی کاما (موسیقی) است.
اسکیزما ی موسیقایی، نوعی اختلاف نظر در یک اختلاف (فاصله) است (درباره‌ی تفاوت در یک تفاوت است).
فاصله ی کاما، تفاوت بین دو فرکانس برای یک نوت است که بین (و بخاطر) استفاده از دو روش مختلف کوک کردن به وجود می‌آید.
در روش کوک کردن همصدا (سنتونیک)، حرکت از B(سی) به نیم پرده قبل (سی بمل یا B♭)، با نوت C(دو) تفاوت مختصری دارد که ممکن است فقط برای گوش های تعلیم یافته قابل تشخیص باشد.
به این فاصله،‌ کاما می‌گویند.
بر اساس نوع کوک، کاما های مختلفی داریم: کامای سنتونیک و کامای فیثاغورسی.
کامای کامای سنتونیک (انگلیسی: syntonic comma یا کاما ی همصدا یا کامای متداول) بر اساس کوک انتونیک پدید می آید،‌
و کامای فیثاغورسی، در نتیحه ی کوک فیثاغورسی بوجود می آید.
این اختلاف در فرکانس، اگرچه کوچک به نظر میرسد، اما ناچیز نیست و در نوت های مجاور یا همزمان، براحتی قابل تشخیص است.
مقدار این اختلاف (کاما) در فرکانس صدا، که به صورت نسبت فرکانس (عمل تقسیم عدد فرکانس‌ها) نشان داده می‌شود،
به ترتیب 1.0125 و 1.01364 است: به ترتیب، برای کوک سنتونیک و فیثاغورسی.
تفاوت بین این دو نسبت،
یک اسکیزما (اختلاف نظر) نامیده می‌شود،
چرا که درباره وضعیت و انتخاب‌هایی توسط نوازنده است،
که مانعه‌الجمع هستند.

## دین و مذهب
در دین‌ها، معمولا اتهام «انشقاق» (احتمالا معادل تفرقه است) از اتهام «بدعت گذاری» (بدعت دینی، heresy) متمایز انگاشته می‌شود.
زیرا جرم تفرقه (انشقاق) مربوط به اختلاف در باورها یا دکترین‌ها نیست،
بلکه به ترویج یا وضعیت تفرقه  به ویژه در میان گروه‌هایی با حوزه تصدی و قضایی کشیشی متفاوت مربوط می‌شود (احتمالا به معنای نوعی تفرقه‌اندازی، تفرقه مذهبی، نفاق. در مورد معنایش در ارتباط با «حوزه تصدی کشیشی»، به ویکیپدیای انگلیسی همین مدخل ( schism) مراجعه‌شود).

### فهرست انشعابات در مسیحیت
در مطالعه تاریخ دین، برای نامگذاری وقایع مختلف از جنس شیسم (اسکیسم) اصطلاحات مختلفی بکار می‌رود: انشقاق، شکاف، نفاق، جدایی:
- انشقاق ملیتی (قرن چهارم)، انشعابی که شامل پاتریارک انطاکیه می شود
- شکاف نسطوری (431)، انشعاب بین کلیسا در امپراتوری ساسانی و کلیسا در امپراتوری روم شرقی، پس از اولین شورای افسس.
- مسیحیت غیر کلسدونی (قرن پنجم)، انشعاب بین کلیسا در ارمنستان، سوریه و مصر و کلیسا در آسیای صغیر، شبه جزیره بالکان و ایتالیا
- شکاف آکاسی (484–519)، انشعاب بین کلیساهای مسیحی شرقی و غربی
- ‌شکاف سه فصل (553-698)، انشعاب در کلیسای کاتولیک روم
- شکاف فوتی (863-867)، انشعاب بین مسیحیت شرقی و غربی
- شکاف شرقی-غربی ، (قرن یازدهم؛ 1054)، انشعاب بین کلیسای کاتولیک رومی و کلیسای ارتدکس شرقی. گاهی به آن انشقاق بزرگ می گویند
- شکاف غربی (1378-1417)، انشعاب در کلیسای کاتولیک روم
- شکاف 1552 (1552)، انشعاب در کلیسای شرق
- اصلاحات پروتستان (قرن 16، شروع 1517)، انشعاب بین کلیسای کاتولیک و پروتستان های اولیه
- ‌ انشقاق انگلیکن یا اصلاحات انگلیسی (قرن 16)، انشعاب بین کلیسای کاتولیک و انگلستان
- شکاف بزرگ روسیه (اواسط قرن هفدهم)، انشعاب بین کلیسای ارتدکس روسیه و جنبش معتقدین قدیمی
- انشقاق بدون آسیب (1688)، انشعاب در کلیساهای انگلیکن انگلستان، اسکاتلند و ایرلند
- شکاف کروتی (اوایل قرن 19)، دو کشیش از کلیسای کاتولیک در ایرلند جدا شدند.
- نفاق بلغاری (1872)، انشعاب بین کلیسای ارتدکس و کلیسای بلغارستان
- نفاق آگلیپایان ، گروهی از ملی‌گرایان فیلیپینی در اوایل قرن بیستم از هم جدا شدند
- مونتانر اسکیسم (1967-1969)، یک محله کاتولیک که از اسقف نشین خود در شمال ایتالیا جدا شد و در نهایت به کلیسای ارتدکس شرقی پیوست.
- انشقاق 1996 مسکو-قسطنطنیه ، گسست اشتراک بین ایلخانی‌های مسکو و قسطنطنیه بر سر اختلاف در مورد صلاحیت قانونی بر استونی .
- انشقاق 2018 مسکو-قسطنطنیه ، گسست اشتراک بین ایلخانی‌های مسکو و قسطنطنیه بر سر اختلاف در مورد صلاحیت قانونی بر اوکراین .